# كارل ايمانويل كونراد
كارل ايمانويل كونراد (و. 1810 – 1873 م) هو رسام ألماني، ولد في برلين، توفي في كولونيا، عن عمر يناهز 63 عاماً.

## التعليم
تعلم في Kunstakademie Düsseldorf ‏
.

## جوائز
حصل على جوائز منها:

Order of the Red Eagle 4th Class ‏